# تپه نشانگاه
تپه نشانگاه مربوط به دوران‌های تاریخی پس از اسلام است و در شهرستان همدان، بخش فامنین، روستای نصیر آباد واقع شده و این اثر در تاریخ ۱۱ شهریور ۱۳۸۲ با شمارهٔ ثبت ۹۸۶۷ به‌عنوان یکی از آثار ملی ایران به ثبت رسیده است.